# Municipio de Jefferson (condado de Greene, Ohio)
El municipio de Jefferson (en inglés: Jefferson Township) es un municipio ubicado en el condado de Greene en el estado estadounidense de Ohio. En el año 2010 tenía una población de 1254 habitantes y una densidad poblacional de 16,79 personas por km².

## Geografía
El municipio de Jefferson se encuentra ubicado en las coordenadas 39°35′12″N 83°43′58″O / 39.58667, -83.73278. Según la Oficina del Censo de los Estados Unidos, el municipio tiene una superficie total de 74.71 km², de la cual 74,54 km² corresponden a tierra firme y (0,22 %) 0,17 km² es agua.

## Demografía
Según el censo de 2010, había 1254 personas residiendo en el municipio de Jefferson. La densidad de población era de 16,79 hab./km². De los 1254 habitantes, el municipio de Jefferson estaba compuesto por el 97,21 % blancos, el 0,24 % eran afroamericanos, el 0,08 % eran amerindios, el 0,08 % eran asiáticos, el 0,24 % eran de otras razas y el 2,15 % eran de una mezcla de razas. Del total de la población el 0,64 % eran hispanos o latinos de cualquier raza.